# François Stoll

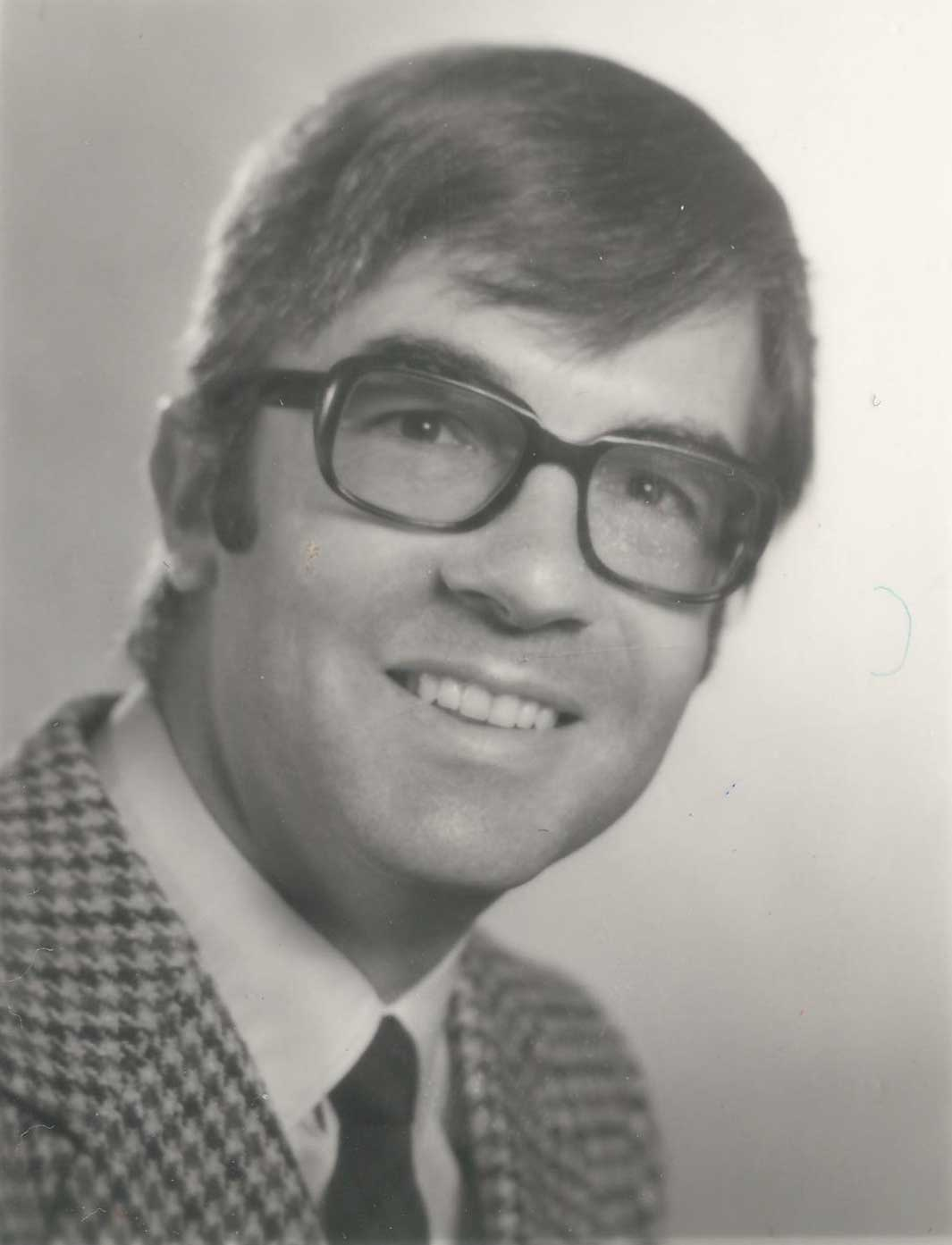
François Stoll, 1973

François C. Stoll (* 20. August 1939 in Wissembourg, Frankreich) ist ein Schweizer Psychologe, emeritierter Professor für angewandte Psychologie und Altdekan der Philosophischen Fakultät I der Universität Zürich.

## Leben
François Stoll kam am 20. August 1939 in Wissembourg, im französischen Elsass, als viertes Kind von Marie-Louise Stoll-Ernst und Frank Stoll zur Welt. Sein Vater war evangelischer Pfarrer von Cléebourg, wo auch die Familie wohnte. Seine ersten Lebensjahre waren von Kriegs-Geschehnissen geprägt. Mit den Bewohnern von Cleebourg wurde sein Vater nach Arnac-la-Poste im Département Haute-Vienne evakuiert. Die Mutter und die Kinder der Familie fanden zunächst bei seiner Grossmutter in Feldmeilen am Zürichsee Schutz. Später wuchs François Stoll in Lausanne auf, wo er 1958 am Gymnases Cantonaux, das Baccalauréat ès lettres (latin-grec) erlangte.

## Studium
In den Jahren 1960 bis 1964 studierte François Stoll bei A. Rey und Jean Piaget an der Universität Genf Psychologie. Er war am Max-Planck-Institut für Arbeitsphysiologie in Dortmund (BRD), heute Leibniz-Institut für Arbeitsforschung, danach als Betriebspsychologe bei AVICO (Nestlé) und am Psychologischen Institut der Universität Neuchâtel tätig, wo er 1972 bei Jean Cardinet und Philippe Muller zum Dr ès lettres promovierte.

## Forschung und Beruf
Nach seiner Promotion ging François Stoll als Post-doctoral Associate zu Alphonse Chapanis an die Johns Hopkins University nach Baltimore USA, bevor er 1973 als ausserordentlicher Professor für Angewandte Psychologie an die Universität Zürich berufen wurde. Ab 1977 bis zu seiner Emeritierung 2004 war er ordentlicher Professor und von 1994 bis 1996 Dekan der Philosophischen Fakultät I der Universität Zürich.

## Mitgliedschaften und Funktionen
- Mitglied der "Society of Scholars" der Johns Hopkins University, Ernennung 1980[5]
- Ehrenmitglied des Schweizerischen Verbands für Berufsberatung (Auflösung 2007)[6]
- Ehrenmitglied des Kantonalverbands Zürcher Psychologinnen und Psychologen (ZüPP)[7]
- Ehrenmitglied der Föderation Schweizer Psychologinnen und Psychologen (FSP)[8]
- Präsident der Expertengruppe des Nationalen Forschungsprogramms 15: Arbeitswelt – Humanisierung und technologische Entwicklung (1983–1988)[9]

## Publikationen
- La construction des échelles d'intérêts professionnels, Thèse, Neuchâtel 1972
- Die Psychologie des 20. Jahrhunderts, Band XIII: Anwendungen im Berufsleben: Arbeits-, Wirtschafts- u. Verkehrspsychologie, François Stoll (Hrsg.)[10]
- S. Joerin, F. Stoll, C. Bergmann, F. Eder: Explorix ® - Das Werkzeug zur Berufswahl und Laufbahnberatung. Huber, Bern 2002.
- S. Joerin Fux, F. Stoll: Explojob – Das Werkzeug zur Beschreibung von Berufsanforderungen und -tätigkeiten. Huber, Bern 2006.